# Álvaro Soler
Álvaro Tauchert Soler (Barcellona, 9 gennaio 1991) è un cantautore e musicista spagnolo con cittadinanza tedesca.
È salito alla ribalta internazionale tra il 2015 e il 2016 grazie ai singoli El mismo sol e Sofia, diventati delle hit in gran parte d'Europa. Essi sono stati inclusi nel suo album di debutto Eterno agosto. Nel 2018 ha messo in commercio il suo secondo album Mar de colores, accompagnato dai singoli di successo La cintura e La libertad.

## Biografia

### Primi anni,Eterno agosto
Nato a Barcellona da padre tedesco, Marten Tauchert, e madre per metà spagnola e per metà belga, Leticia Soler De Bievre, ha un fratello ed una sorella. A dieci anni si è trasferito a Tokyo con la famiglia, per motivi lavorativi del padre, dove ha frequentato una scuola tedesca ed ha poi iniziato a cantare con il karaoke. A 17 anni è tornato a Barcellona, entrando in qualità di cantante e tastierista nel gruppo musicale Urban Lights, composto da tre membri (tra cui suo fratello) e con il quale ha partecipato al talent show Tú sí que vales. Con il gruppo Soler ha pubblicato gli album Urban Lights e Megafauna.
Dopo la laurea in Design Industriale presso la Scuola di Ingegneria e Design (ELISAVA) dell'Università di Barcellona, nel 2015 si è stabilito a Berlino e ha iniziato la propria attività da solista, pubblicando il singolo El mismo sol, brano divenuto una hit in Italia e in Svizzera. Segue in giugno la pubblicazione del suo primo album Eterno agosto, promosso anche dal secondo singolo Agosto. Durante il 2015 Soler ha vinto anche l'annuale edizione della manifestazione italiana Summer Festival.
L'8 aprile 2016 il cantante ha pubblicato il singolo Sofia, che ha anticipato la riedizione di Eterno agosto, uscita in Italia il 15 luglio dello stesso anno; l'11 maggio è stata annunciata la sua partecipazione alla decima edizione del talent show italiano X Factor in qualità di giudice, portando alla vittoria un gruppo della sua squadra, i Soul System.
Nel febbraio 2017 ha pubblicato il quinto singolo Animal, poi ha preso parte al Festival di Sanremo 2017 in qualità di ospite d'eccezione. Nello stesso anno ha collaborato con il gruppo folk Morat alla realizzazione del singolo Yo contigo, tú conmigo (The Gong Gong Song), uscito il 16 giugno.

### Mar de coloreseMagia
Il 7 settembre 2018 Soler ha pubblicato il secondo album in studio Mar de colores, anticipato a marzo da La cintura e promosso anche dal successivo singolo Ella. Il disco è stato in seguito ristampato in una versione estesa comprensiva anche di tre inediti, La libertad, Loca e Taro.
Il 5 marzo 2021 il cantante è tornato sulle scene musicali con il singolo Magia, che anticipa l'uscita del suo terzo album, dal titolo omonimo, la cui uscita è avvenuta il 9 luglio dello stesso anno.

## Discografia

### Album in studio
- 2015 – Eterno agosto
- 2018 – Mar de colores
- 2021 – Magia

### Raccolte
- 2022 – The Best of 2015-2022

## Doppiatore
- Camilo Madrigal in Encanto